# Humansdorp
Humansdorp est une ville de la province du Cap oriental en Afrique du sud. 

## Localisation
Humansdorp est situé à 87 km à l'ouest de Port Elizabeth par l'autoroute N2. La ville est à 16 km au nord ouest de Jeffreys Bay. 

## Quartiers
Humansdorp se divise en 5 secteurs : Humansdorp SP1 (comprenant le centre-ville), Humansdorp SP2, Kruisfontein (le secteur le plus dense de la ville), Kruisfontein AH et Zwartenbosch Golf & Lifestyle Estate.

## Démographie
Selon le recensement de 2011, Humansdorp compte 20 123 habitants, majoritairement coloureds (77,54%). Les noirs et les blancs représentent respectivement 11,63 % et 9,68 % des habitants. Héritage de la ségrégation et de l'apartheid, les blancs sont majoritaires dans le quartier de Humansdorp SP1 (61,88 % des 3 098 habitants) tandis les Coloureds sont 87,61 % des habitants du secteur de  Kruisfontein. 
L'afrikaans est la langue maternelle majoritairement utilisée par la population locale (90,30 %) devant la langue xhosa (4,51 %).
La zone urbaine comprenant Humansdorp et le township de KwaNomzamo (20 123 habitants, à 97,81 % noirs, essentiellement xhosas)  compte 28 990 habitants (54,3 % de coloureds, 38 % de noirs et 6,7 % de blancs).

## Historique
Humansdorp fut fondée en 1849. Son nom provient des frères Johannes Jurie Human et Matthys Gerhardus Human, qui y avaient créé une congrégation religieuse de l'église réformée hollandaise.

## Personnalités locales
- Charles Wynand Malan, ministre, député de la circonscription législative de Humansdorp de 1915 à 1933,
- Paul Sauer, ministre, député de 1933 à 1964,
- Sergeal Petersen, joueur de l'Équipe d'Afrique du Sud de rugby à XV, né à Humansdorp,
- Manie Libbok, joueur de l'Équipe d'Afrique du Sud de rugby à XV.